# Nudaria mundana
Espèce
La Mondaine (Nudaria mundana) est une espèce de lépidoptères (papillons) de la famille des Erebidae et de la sous-famille des Arctiinae. Ses chenilles se nourrissent exclusivement ou presque de lichens, sur les arbres et les rochers.

## Description
L'imago de Nudaria mundana a des ailes antérieures qui mesurent 1,3 cm de long. Elles sont beige à taches brunes, ce qui permet un camouflage efficace sur la roche.
Elle possède 2 antennes de 3 millimètres chacune qui lui servent de capteurs sensoriels.
Sa trompe placée dans la face cachée de d'insecte lui permet de se nourrir de liquides généralement sucrés.

## Répartition
Essentiellement européenne, l'aire de répartition de la Mondaine déborde légèrement, au sud-est, sur l'Arménie et l'Asie Mineure.
L'espèce est largement répandue en Europe, quoique souvent localisée. Elle a été signalée dans la plupart des pays du continent à l'exception de la Grèce, de la Macédoine, de l'Albanie, de la Hongrie et de la Moldavie. Elle manque également en Islande ainsi que dans les îles méditerranéennes.
Les chenilles se nourrissant de lichens sans préférence concernant le substrat (arbres, rochers ou murs), on trouve cette espèce dans une assez grande variété d'habitats, des montagnes aux falaises maritimes, dans les forêts de feuillus et les jardins, sur les murs, les poteaux, etc. On connaît même des populations de Mondaines troglophiles, habitant de façon permanente des grottes calcaires (Italie).

## Biologie
Les papillons adultes ne sont visibles qu'en été, essentiellement en juin et juillet, et jusqu'à la première quinzaine d'août. Les œufs, pondus sur les lichens pendant cette période, donnent naissance à des larves (chenilles) qui ne subiront la métamorphose qu'au mois de juin ou de juillet de l'année suivante. La nymphose s'effectue dans des fissures des rochers ou du bois. C'est par conséquent sous la forme larvaire que les Mondaines passent l'hiver, et il n'y a qu'une seule génération par an.